# Aeroporto Internazionale di Orlando
L'Aeroporto Internazionale di Orlando (IATA: MCO, ICAO: KMCO) è il principale aeroporto internazionale al servizio della città di Orlando, in Florida. È situato a circa 11 km da Downtown Orlando e con circa 19,6 milioni di passeggeri è l'aeroporto più trafficato della Florida e il settimo più trafficato di tutti gli Stati Uniti.
L'aeroporto è hub di Silver Airways, base di Avelo Airlines, JetBlue, Southwest Airlines e Spirit, nonché una focus city per Frontier Airlines. Southwest è la compagnia aerea con il più alto numero di passeggeri trasporti ad Orlando. L'aeroporto, importante scalo del centro-florida, serve più di 135 destinazioni, con circa 850 voli giornalieri.

## Struttura
L'aeroporto di Orlando è composto da 3 terminal (A,B e C). Il Terminal Centrale è diviso rispettiavmente in Terminal A (a Nord) e Terminal B (a sud). La particolarità dell'aeroporto sta nel fatto che i passeggeri non vengono imbarcati sull'aereo dal Terminal Centrale, bensì da dei "satelliti" (airsides in inglese) collegati al Terminal centrale attraverso un People Mover.
Il Terminal C si situa a sud dell'aeroporto è gestisce tutti i voli internazionali, nonché i voli di JetBlue.

## Destinazioni più trafficate
|    | Destinazione                 | Passeggeri | Compagnia aerea                               |
| -- | ---------------------------- | ---------- | --------------------------------------------- |
| 1  | Atlanta, Georgia             | 1,360,000  | Delta, Frontier, Southwest, Spirit            |
| 2  | San Juan, Puerto Rico        | 1,049,000  | Frontier, JetBlue, Southwest, Spirit          |
| 3  | Newark, New Jersey           | 1,007,000  | Frontier, JetBlue, Spirit, United             |
| 4  | Filadelfia, Pennsylvania     | 901,000    | American, Frontier, Southwest, Spirit         |
| 5  | Chicago–O'Hare, Illinois     | 847,000    | American, Frontier, Southwest, Spirit, United |
| 6  | Charlotte, Carolina del Nord | 842,000    | American, Frontier, Spirit                    |
| 7  | New York–LaGuardia, New York | 821,000    | Delta, Frontier, JetBlue, Southwest, Spirit   |
| 8  | Dallas/Fort Worth, Texas     | 742,000    | American, Frontier, Spirit                    |
| 9  | Baltimora, Maryland          | 740,000    | Frontier, Southwest, Spirit                   |
| 10 | New York–JFK, New York       | 720,000    | Delta, JetBlue                                |